# Wittenbergen
Wittenbergen er en by og kommune i det nordlige Tyskland, beliggende i Amt Breitenburg under Kreis Steinburg. Kreis Steinburg ligger i den sydvestlige del af delstaten Slesvig-Holsten.

## Geografi
Wittenbergen ligger lige sydvest for Kellinghusen i landlige omgivelser. Floden Stör og Hörner Au løber gennem kommunen. Lige nord for Wittenbergen går Bundesstraße 206 fra Itzehoe mod Bad Bramstedt.